# محاسبة رأس المال الطبيعي
محاسبة رأس المال الطبيعي هي عملية حساب إجمالي الأسهم وتدفقات الأموال للموارد والخدمات الطبيعية في نظام بيئي معين أو منطقة معينة. تطبَّق المحاسبة على هذه السلع بطريقة مادية أو نقدية. يمكن لهذه العملية أن تُعلم الحكومة، الشركات، والمستهلك بالقرارت التي يجب اتخاذها، لأنها ترتبط باستخدام أو استهلاك الموارد الطبيعية والأراضي والسلوك المستدام.

## طرق المحاسبة
تهدف طرق محاسبية عديدة إلى معالجة مسألة الاستدامة وهي: لوحات التحكم والقياس الكبيرة الانتقائية؛ المؤشرات المركبة؛ المؤشرات التي تركز بشكل خاص على الاستهلاك المُفرط؛ المؤشرات الاقتصادية المُعَدلة.

### لوحات التحكم والقياس الكبيرة الانتقائية
تجمع هذه اللوحات عدداً من المؤشرات المرتبطة بشكل مباشر وغير مباشر باستقرار التقدم الاقتصادي-الاجتماعي. أحد الأمثلة على ذلك: مؤشرات المديرية العامة للمفوضية الأوروبية للتنمية المستدامة، وهي قائمة تضم أكثر من 100 مؤشر يُستخدم لرصد إستراتيجية الاتحاد الأوروبي للتنمية المستدامة. ينتقد البعض هذه اللوحات لأن كثرة المؤشرات قد تشوش على رسالة واضحة حول الاستدامة عند صُنّاع السياسة أو المواطنين. استجابة لذلك، ظهر ميل أكبر لتحديد المؤشرات الرئيسية التي «تتبع العناصر المركزية للنمو المراعي للبيئة وتمثل مجموعة أوسع من قضايا النمو المراعي للبيئة».

### المؤشرات المركبة
تجمع المؤشرات المركبة البيانات المختلفة في رقم واحد. مثل مؤشر التنمية البشرية، مؤشر أوسبرغ وشارب للازدهار الاقتصادي، أو الثروة المتغيرة للأمم، أو مؤشر الاستدامة البيئية، والذي يصنف البلدان بناءً على تقييم 76 متغيراً يغطي 5 مجالات. من المحبذ دراسة الأبعاد المنفصلة لهذه المؤشرات، فقد تقدم نظرة مشوهة عن مساهمات البلدان في المشكلات البيئية وتضع افتراضات معيارية ملتبسة حول قيم بعض المتغيرات.

### الناتج المحلي الإجمالي المُعدل
الناتج المحلي الإجمالي المُعدَّل أو الناتج المحلي الإجمالي الأخضر (المراعي للبيئة)، يصحح بشكل منتظم الناتج التقليدي بمراعاة جوانب إنتاج الدولة للسلع والخدمات (كالتدهور البيئي ونفاذ الموارد الطبيعية) المتضمنة في المؤشر، والمرتبطة بالاستدامة.

### المؤشرات التي تركز على الاستهلاك الزائد
تدل المؤشرات التي تندرج في هذه الفئة على الاستدامة فيما يتعلق بمستويات الاستهلاك والاستثمار في الموارد الطبيعية. ومن الأمثلة على ذلك، المدخرات الصافية المعدلة وحسابات البصمة البيئية. تُحسب المدخرات الصافية المعدلة على أنها التغيير في إجمالي الثروة على مدى فترة زمنية معينة، إذ تحدد تقييمات البصمة البيئية مقدار القدرة التجددية للغلاف الحيوي المطلوب للحفاظ على عادات الاستهلاك لسكان محددين. يجعل التركيز الواضح على الاستدامة هذه المؤشرات مفيدة، ومع ذلك، فشل إحصاؤها حسب البلاد في التقاط الطبيعة العالمية للاستدامة.

### المؤشرات النقدية أو المالية
يمكن فرز جميع مؤشرات الاستدامة بشكل عام إلى نوعين. وهي تُحسب إما بالقيمة النقدية، باستخدام أسلوب أو أكثر من أساليب التقييم، أو بالقيمة المادية. من المُرجح أن يُعبّر عن المؤشرات النقدية كتدفقات، والمؤشرات المادية كأسهم.

## المبادرات العالمية
ازداد التزام المجتمع الدولي بدعم تطوير محاسبة رأس المال الطبيعي بعد تقرير برونتلاند في عام 1987 وقمة ريو عام 1992. وفي القمة على وجه الخصوص، اعتُمدَ جدول أعمال القرن ال21 «الذي دعا في الفصل رقم  40 الجهات المُوقعة لتطوير معلومات كمية متعلقة بأنشطتهم».

### نظام المحاسبة البيئية والاقتصادية
في سبتمبر عام 1992، عقدت لجنة البيئة التابعة للمجلس الدائم لمنظمة الدول الأميركية ندوة حول الموارد الطبيعية والحسابات البيئية لسياسة التنمية. عبّر العديد من المشاركين من البلدان عن اهتمامهم بتطوير إمكانات محاسبة الموارد الطبيعية. قُدم اقتراح في ذلك الوقت لإنشاء برنامج لتنسيق وتعزيز جهود البلدان والمؤسسات التي تنفذ مثل هذه المبادرات.
كان تطوير أول نظام للمحاسبة البيئية الاقتصادية  إس إي إي إيه 1993 ((SEEA-1993 بمثابة خطوة رئيسية نحو وضع معايير حول دمج البيئة في الحسابات القومية، ثم ضبط الاقتصاد الكلي أو جعل المؤشرات الاقتصادية الكلية مراعية للبيئة.
وسع نظام إس إي إي إيه والمراجعات اللاحقة التي نُفّذت في عام 2013 نطاق التحليلات في الإطار العام، وبقي هدف إس إي إي إيه كما هو. وهو إطار محاسبي يسجل الأسهم والتدفقات المعنية بالبيئة والاقتصاد على حد سواء. يتكون الإطار المركزي من ثلاثة حسابات رئيسية يمكن أن تُدمج مع نظام الحسابات القومية الحالي للأمم المتحدة، ويركز كل منها على جانب مختلف من التفاعل بين الاقتصاد والبيئة: حسابات التدفقات المادية، الحسابات الوظيفية للمعاملات البيئية، وحسابات الأصول من الناحية المادية والنقدية.
يتضمن أحدث إصدار من إس إي إي إيه في 2012 الإطار المركزي وقسمين آخرين: حسابات النظام البيئي التجريبية، وملحقات إس إي إي إيه. تقدم حسابات النظام الإيكولوجي التجريبية إطاراً محاسبياً للنظم الإيكولوجية، على الرغم من أن العديد من الأسهم والتدفقات تتركز على الأصول غير السوقية. على الرغم من أن بعض مفاهيم القياس التي تنطوي عليها عملية المحاسبة ما زالت في مرحلة التطور، فمن الممكن إدراج التقييم النهائي للنظم الإيكولوجية واستهلاكها في حسابات مؤشرات الاقتصاد الكلي المعدلة بيئياً. ولهذا آثار على السياسة المستقبلية، فالتركيز على بعض المشاريع أو الأنشطة التي تنفذها الحكومة سيتغير على الأرجح، اعتماداً على كيفية تأثير القياسات المذكورة سابقًا على حسابات كل منها، والتعديلات البيئية اللاحقة على بعض المؤشرات.
أُنشِئ كل من فريق لندن للمحاسبة البيئية ولجنة خبراء الأمم المتحدة للمحاسبة البيئية في عامي 1994 و2005 على التوالي، للمساعدة في تطوير نظام المحاسبة البيئية والاقتصادية المتكاملة إس إي إي إيه وتطبيقه. يعمل الفريق المعني بالتدقيق البيئي «وهو مجموعة فرعية تابعة للمنظمة الدولية للمؤسسات العليا لمراجعة الحسابات» على تحسين معايير المراجعة المتعلقة بالقضايا البيئية.